# Taràntula
|  | Per a altres significats, vegeu Nebulosa de la Taràntula. |

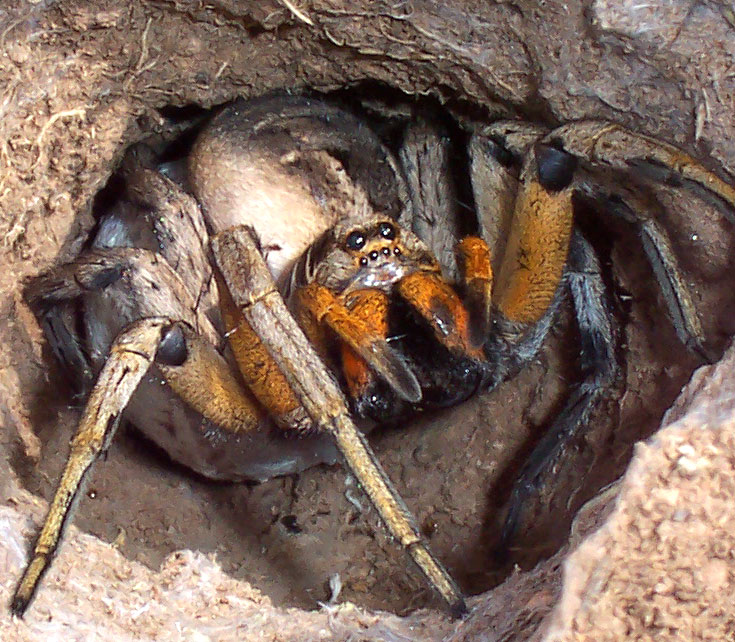
Taràntula europea, un licòsid

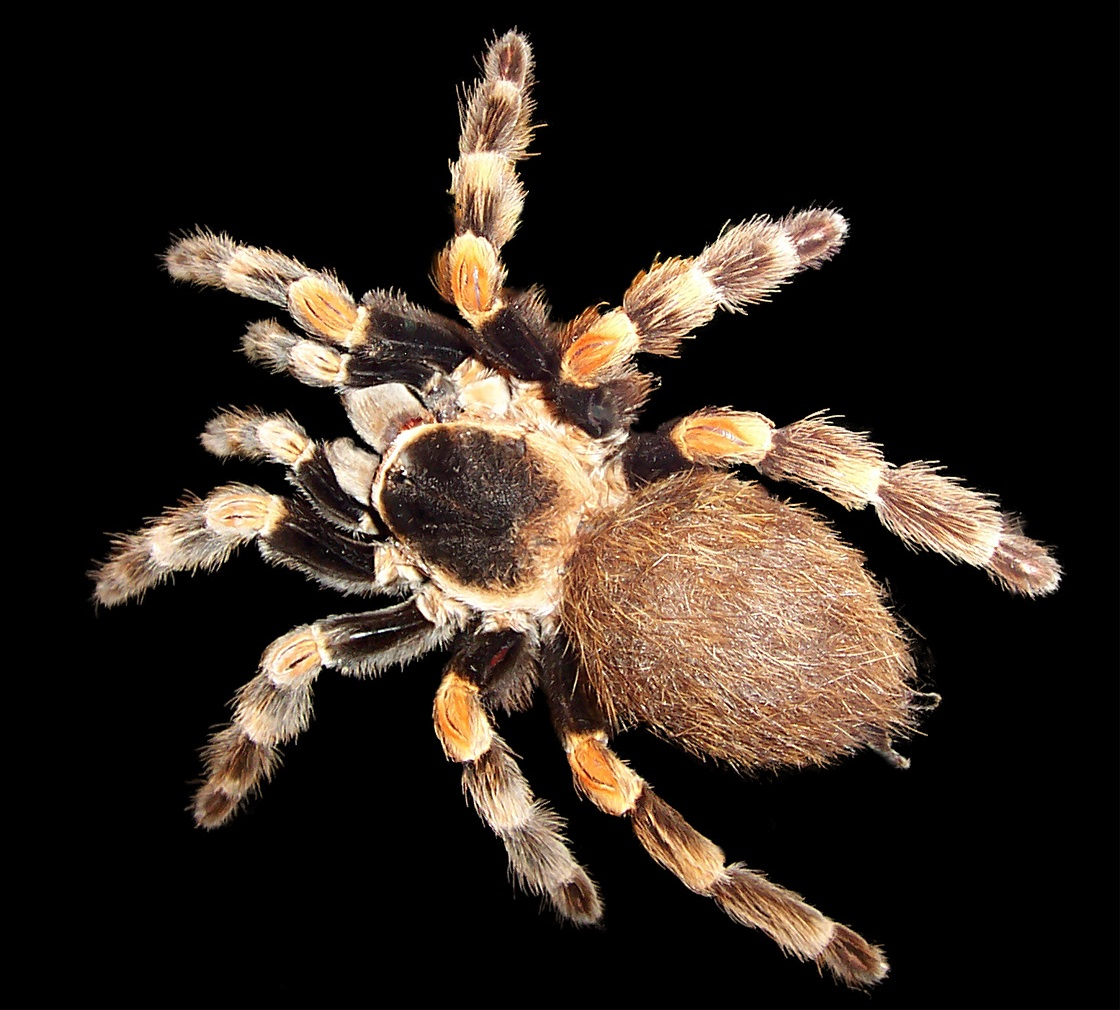
Brachypelma sp., un tipus de taràntula americana

S'anomena taràntula, originàriament, un tipus d'aranya gran de la família dels licòsids, especialment del gènere Lycosa. Més concretament, es refereix a l'espècie Lycosa tarentula, pròpia del Mediterrani, i per això també se l'anomena taràntula mediterrània.

## Etimologia
El nom (de l'italià Tarantola) fa referència a la regió de Tàrent, a Itàlia, on abundava aquesta aranya. La seva picada o mossegada era considerada tan greu que calia organitzar una tarantel·la, una dansa napolitana de moviment frenètic que es ballava al sud d'Itàlia ja en el segle xiv, per tal d'aconseguir el guariment de la persona.
Durant la colonització d'Amèrica es passà a anomenar taràntules les grans aranyes migalomorfes, especialment els terafòsids. En sicilià s'anomena taràntula qualsevol aranya. En anglès anomenen taràntules les grans migalomorfes, i els licòsids són anomenats wolf spiders ('aranyes llop').